# Ähtärinjärvi
Ähtärinjärvi – jezioro w Finlandii położone w gminie Ähtäri, Alajärvi i Soini w Ostrobotni Południowej. Należy do zlewni rzeki Kokemäenjoki.